# Il richiamo nella tempesta
Il richiamo nella tempesta è un film del 1950, diretto da Oreste Palella. Il film è conosciuto anche come Gli amanti dell'infinito (...E le stelle non attesero invano)

## Trama
Una ragazza paralizzata, Dani, s'innamora platonicamente del fidanzato di una sua cugina, Roberto, che non ha mai avuto occasione di vedere se non in fotografia. Improvvisamente la fanciulla inferma muore. Mentre il suo spirito viaggia nell'aldilà, è invitata dall'anima di un vecchio vagabondo a scendere nuovamente sulla terra, per una sola notte, per trovare il compagno per l'eternità.